# نو مار
نو مار یک ستاره است که در صورت فلکی مار قرار دارد.